# Osteocyt

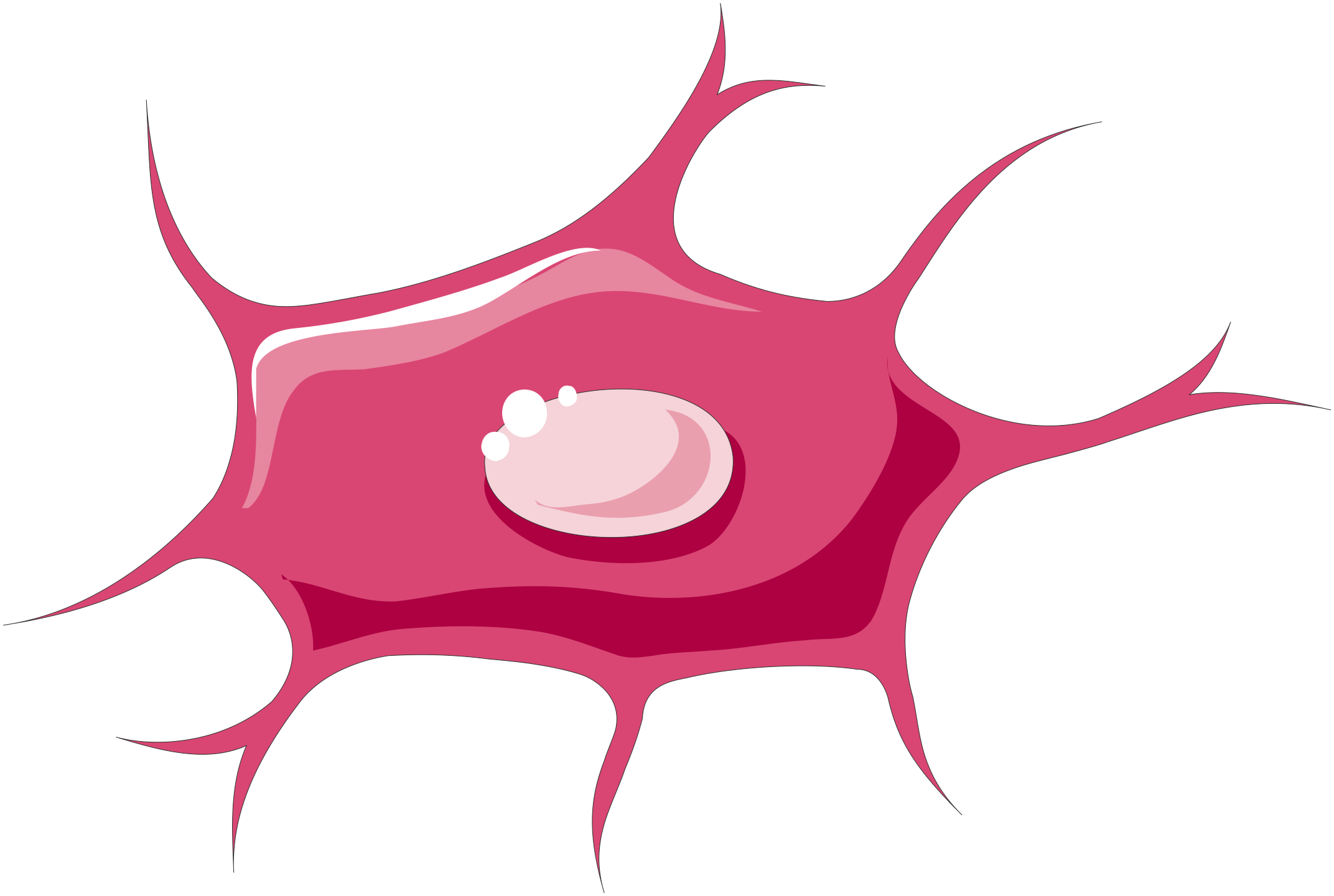
Osteocyt

Osteocyty (osteocytus) – dojrzałe komórki kostne powstające z osteoblastów w wyniku ich mineralizacji. Są całkowicie otoczone zmineralizowaną częścią kości – znajdują się w tzw. jamkach kostnych, a ich wypustki cytoplazmatyczne, dzięki którym kontaktują się z innymi osteocytami i zachowują funkcje życiowe, są położone w kanalikach kostnych.

## Funkcje
Ich główną rolą jest wymiana substancji odżywczych i metabolitów w kości. Poprzez wypustki cytoplazmatyczne osteocyty kontaktują się z innymi osteocytami, które to z kolei kontaktują się z innymi osteocytami, i tak dalej aż do takich, które wchodzą w bezpośredni kontakt z naczyniami krwionośnymi. Zwykle w szeregu komórek przekazujących sobie składniki wymiany znajduje się ok. 15 osteocytów.